# Luis Delís
Luis Mariano Delís Fournier (Guantánamo, 6 de dezembro de 1957) é um antigo atleta cubano, especialista em arremesso do peso e do disco, embora tenha sido no lançamento do disco que obteve maior notoriedade, tendo, nesta disciplina, alcançado a medalha de bronze nos Jogos Olímpicos de Moscovo, em 1980.
Delís é um dos lançadores de disco mais medalhados da história do atletismo. Contudo, a sua carreira ficou marcada por um teste positivo que acusou o uso de substâncias dopantes, em 1990, o que lhe valeu uma suspensão por dois anos. Ainda regressou a tempo de participar nos Campeonatos Ibero-Americanos de 1992, mas os resultados pouco satisfatórios levaram-no a decidir pelo abandono da prática da modalidade em 1993. Tornou-se então técnico de lançamentos, sendo o treinador da campeã olímpica Maritza Martén. 

## Feitos alcançados

### Melhores marcas pessoais
| Prova              | Data               | Local                  | Marca   |
| ------------------ | ------------------ | ---------------------- | ------- |
| Arremesso do disco | 21 de maio de 1983 | Havana, Cuba           | 71.06 m |
| Arremesso do peso  | 7 de março de 1982 | Santiago de Cuba, Cuba | 19.89 m |

### Palmarés
| Ano  | Evento                                         | Local                                            | Prova | Marca   | Posição | Observações       |
| ---- | ---------------------------------------------- | ------------------------------------------------ | ----- | ------- | ------- | ----------------- |
| 1977 | VI Campeonatos Centro-Americanos e do Caribe   | Xalapa, México                                   | Disco | 59.02 m | 2º      | Medalha de Prata  |
| 1978 | XIII Jogos Centro-Americanos e do Caribe       | Medellín, Colômbia                               | Disco | 58.62 m | 1º      | Medalha de Ouro   |
| 1979 | VIII Jogos Pan-Americanos                      | San Juan, Porto Rico                             | Disco | 61.70 m | 3º      | Medalha de Bronze |
| 1979 | II Taça do Mundo                               | Montréal, Canadá                                 | Disco | 63.50 m | 3º      |                   |
| 1980 | XXII Jogos Olímpicos                           | Moscovo, URSS                                    | Disco | 66.32 m | 3º      | Medalha de Bronze |
| 1981 | III Taça do Mundo                              | Roma, Itália                                     | Disco | 66.26 m | 2º      |                   |
| 1981 | VIII Campeonatos Centro-Americanos e do Caribe | Santo Domingo, República Dominicana              | Disco | 64.38 m | 1º      | Medalha de Ouro   |
| 1981 | VIII Campeonatos Centro-Americanos e do Caribe | Santo Domingo, República Dominicana              | Peso  | 19.36 m | 1º      | Medalha de Ouro   |
| 1982 | XIV Jogos Centro-Americanos e do Caribe        | Havana, Cuba                                     | Disco | 70.20 m | 1º      | Medalha de Ouro   |
| 1982 | XIV Jogos Centro-Americanos e do Caribe        | Havana, Cuba                                     | Peso  | 18.88 m | 1º      | Medalha de Ouro   |
| 1983 | I Campeonatos Mundiais                         | Helsínquia, Finlândia                            | Disco | 67.36 m | 2º      | Medalha de Prata  |
| 1983 | XII Universíada de Verão                       | Edmonton, Canadá                                 | Disco | 69.46 m | 1º      | Medalha de Ouro   |
| 1983 | IX Jogos Pan-Americanos                        | Caracas, Venezuela                               | Disco | 67.32 m | 1º      | Medalha de Ouro   |
| 1983 | IX Jogos Pan-Americanos                        | Caracas, Venezuela                               | Peso  | 18.24 m | 1º      | Medalha de Ouro   |
| 1983 | I Campeonatos Ibero-Americanos                 | Barcelona, Espanha                               | Disco | 65.24 m | 1º      | Medalha de Ouro   |
| 1985 | IV Taça do Mundo                               | Camberra, Austrália                              | Disco | 67.60 m | 3º      |                   |
| 1983 | XIII Universíada de Verão                      | Kobe, Japão                                      | Disco | 66.84 m | 1º      | Medalha de Ouro   |
| 1985 | X Campeonatos Centro-Americanos e do Caribe    | Nassau, Bahamas                                  | Disco | 66.50 m | 1º      | Medalha de Ouro   |
| 1985 | X Campeonatos Centro-Americanos e do Caribe    | Nassau, Bahamas                                  | Peso  | 18.52 m | 2º      | Medalha de Prata  |
| 1986 | XV Jogos Centro-Americanos e do Caribe         | Santiago de los Caballeros, República Dominicana | Disco | 63.16 m | 1º      | Medalha de Ouro   |
| 1987 | II Campeonatos Mundiais                        | Roma, Itália                                     | Disco | 66.02 m | 3º      | Medalha de Bronze |
| 1987 | X Jogos Pan-Americanos                         | Indianápolis, Estados Unidos                     | Disco | 67.14 m | 1º      | Medalha de Ouro   |
| 1988 | III Campeonatos Ibero-Americanos               | Cidade do México, México                         | Disco | 65.20 m | 2º      | Medalha de Prata  |
| 1989 | V Taça do Mundo                                | Barcelona, Espanha                               | Disco | 66.72 m | 3º      |                   |
| 1992 | V Campeonatos Ibero-Americanos                 | Sevilha, Espanha                                 | Disco | 61.18 m | 3º      | Medalha de Bronze |
| 1993 | IV Campeonatos Mundiais                        | Estugarda, Alemanha                              | Disco | 60.76 m | 9º      |                   |
| 1993 | XVII Jogos Centro-Americanos e do Caribe       | Ponce, Porto Rico                                | Disco | 59.32 m | 2º      | Medalha de Prata  |